# Alfred Hayes (Wrestler)
Alfred Hayes (* 8. August 1928 in Windermere, England; † 21. Juli 2005 in Dallas, Texas) war ein anglo-amerikanischer professioneller Wrestler, Wrestling-Manager und später Kommentator für die World Wrestling Federation.

## Karriere
Alfred Hayes betrieb zunächst Judo und war der jüngste britische Judoka, der den schwarzen Gürtel erwarb. Später wurde er von Sir Athel Oakley zum Wrestler ausgebildet und debütierte 1950 in seinem Heimatland als „Judo“ Alfred Hayes. In den 1960er Jahren durfte Hayes u. a. den British Heavyweight Title und die europäische Version des World Mid-Heavyweight Title erringen.
1971 ging er in die USA, wo er unter anderem in der Amarillo-Liga und der American Wrestling Association (AWA) antrat. 1976 tourte er mit der National Wrestling Alliance (NWA) durch Japan und stand dort Giant Baba gegenüber.
1982 wechselte er in die World Wrestling Federation (heute WWE), wo er seine aktive Karriere ein Jahr später wegen einer Rheumatoiden Arthritis beenden musste.
Von 1984 bis 1986 war Hayes Assistent von Vince McMahon in Tuesday Night Titans, einer Talkshow im WWF-Stil. Hierbei war er hauptsächlich für Slapstickeinlagen zuständig. Später hielt er die einführenden Ansagen in Prime Time Wrestling. Bei Wrestlemania 2 fungierte er als Kommentator zusammen mit Jesse Ventura und Cassandra Peterson alias Elvira für den in Los Angeles stattfindenden Teil der Veranstaltung.
Als Kommentator behielt Hayes seine reservierte Eigenart; obwohl er nicht direkt ein Heel war, lobte er als Heels auftretende Darsteller eher, obschon er hinterhältige Methoden ablehnte.
Nachdem er 1990 von einem Auto angefahren wurde, litt er unter Wundbrand und saß im Rollstuhl.
1993 verschwand er aus den WWF-Fernsehprogrammen und verließ die Organisation 1995 endgültig. Nachdem er kurzfristig als Kommentator für die American Wrestling Federation von Merced Solis kommentiert hatte, zog er sich ins Privatleben zurück.
Nach einer Serie von Hirnschlägen starb er am 21. Juli 2005 zuhause in Texas im Alter von 76 Jahren. In der folgenden Episode von Monday Night RAW zollte ihm WWE ihren Tribut mit einem Salut von zehn Glockenschlägen und Gedenkvideos.
Sein Spitzname war „His Lordship“ und er wurde oft als „Lord Alfred Hayes“ bezeichnet.

## Stil
Hayes wrestlete einen technischen Stil, mit vielen Aktionen aus dem Judobereich. Als Finishing Move benutzte er einen Elevated Cutter, den er Tower of London nannte, sowie den London Bridge Deathlock.

## Meisterschaften und Auszeichnungen
- Britische Meisterschaften
  - World Mid-Heavyweight Championship (einmal)

- Eastern Sports Association
  - ESA International Tag Team Championship (einmal) - mit Mike Dubois
- National Wrestling Alliance
- Regional
  - NWA World Tag Team Championship (Central States version) (zweimal) - mit Bob Brown (1) und Roger Kirby (1)
  - NWA Texas Tag Team Championship (einmal) - mit Big O
  - NWA Western States Tag Team Championship (zweimal) – mit Ricki Starr und Nick Kozak
  - WWE
  - Hall of Fame (Class of 2018) Legacy